# Hypena alboplaga
Hypena alboplaga là một loài bướm đêm trong họ Erebidae.